# FC Solothurn
Football-Club (FC) Solothurn – szwajcarski klub piłkarski, grający w 1. Liga (IV poziom rozgrywek), mający siedzibę w mieście Solura.

## Historia
Klub został założony 1 lipca 1901 roku. Od sezonu 1925/1926 do sezonu 1930/1931 klub występował w najwyższej klasie rozgrywkowej Szwajcarii. W sezonie 1997/1998 Solothurn był bliski powrotu do pierwszej ligi. W fazie play-off zajął 5. miejsce i do awansu zabrakło mu jednego punktu.

## Historia występów w pierwszej lidze
| Sezon                     | Pozycja | M  | Pkt. | Z | R | P  | GZ | GS |
| ------------------------- | ------- | -- | ---- | - | - | -- | -- | -- |
| 1925/1926 (Gr. Centralna) | 5.      | 16 | 15   | 7 | 1 | 8  | 30 | 31 |
| 1926/1927 (Gr. Centralna) | 7.      | 16 | 11   | 2 | 7 | 7  | 23 | 35 |
| 1927/1928 (Gr. Centralna) | 9.      | 16 | 7    | 2 | 3 | 11 | 16 | 43 |
| 1928/1929 (Gr. Centralna) | 8.      | 16 | 12   | 5 | 2 | 9  | 34 | 49 |
| 1929/1930 (Gr. Centralna) | 9.      | 16 | 10   | 4 | 2 | 10 | 21 | 56 |
| 1930/1931 (Gr. Centralna) | 8.      | 18 | 13   | 4 | 5 | 9  | 26 | 40 |

## Reprezentanci kraju grający w klubie
Stan na czerwiec 2015.
| - Anton Allemann - Ernst Dreyer - Willy Jäggi - René Raboud - Renato Steffen - Jürg Studer - René Sutter - Sämi Thüler | - Samuel Zayas - Eben Dugbatey - Benson Owusu - Sævar Jónsson - Vladimir Firm - Christ Bongo - Issaka Abdou - Abibou Tchagnao |